# Малыкан
Малыка́н (якут. Маалыкаан) — село в Олёкминском районе Республики Саха (Якутия) России. Входит в состав Саныяхтахского наслега.

## География
Село находится в юго-западной части Якутии, в пределах левобережной части долины реки Лена, на расстоянии примерно 234 км (по прямой) к востоку-северо-востоку (ENE) от Олёкминска, административного центра района. Абсолютная высота — 147 м над уровнем моря.
Климат
Климат характеризуется как резко континентальный. Средняя температура воздуха самого тёплого месяца (июля) составляет 18 °C; самого холодного (января) — −30 − −35 °C. Среднегодовое количество атмосферных осадков составляет 200—300 мм.
Часовой пояс
Село Малыкан находится в часовой зоне МСК+6. Смещение применяемого времени относительно UTC составляет +9:00.

## Население
| 2002 | 2010 | 2021 |
| ---- | ---- | ---- |
| 132  | ↗135 | ↘88  |

Половой состав
По данным Всероссийской переписи населения 2010 года в гендерной структуре населения мужчины составляли 54,8 %, женщины — соответственно 45,2 %.
Национальный состав
Согласно результатам переписи 2002 года, в национальной структуре населения русские составляли 95 %.

## Улицы
| - ул. Лесная, - ул. Полевая, | - ул. Рябиновая, - ул. Сосновая. |